# 1557 en littérature
| Années de la littérature : 1554 - 1555 - 1556 - 1557 - 1558 - 1559 - 1560    |
| Décennies de la littérature : 1520 - 1530 - 1540 - 1550 - 1560 - 1570 - 1580 |

Cet article présente les faits marquants de l'année 1557 en littérature.

## Événements
- 4 mai : la Stationers' Company, une corporation des papetiers, imprimeurs et éditeurs de la Cité de Londres fondée en 1403, reçoit une charte royale de la reine Marie Tudor qui lui concède le monopole de l'impression, maintenu par Élisabeth Ire le 10 novembre 1559[1].

## Parutions
- 10 juin : une traduction en anglais du Nouveau Testament de la Bible de Genève, supervisée par William Whittingham, est publiée par Conrad Bade[2].

- Warhaftig Historia und beschreibung eyner Landtschafft der Wilden (« Véritable histoire et description d'un pays habité par des hommes sauvages nus, féroces et anthropophages »), de Hans Staden, est publié à Marbourg par André Kolben[3].
- Thomas North traduit en anglais à partir d'une traduction française le Reloj de Principes de Guevara, un recueil de conseils moraux principalement compilé à partir des Pensées pour moi-même de Marc-Aurèle, sous le titre de Dial of Princes (« Journal des Princes »)[4].
- Peregrinaggio di tre giovani figliuoli del re di Serendippo (trad. Cristoforo Armeno), Venezia, Michele Tramezzino, 1557 (présentation en ligne), traduction en italien du conte persan « Voyages et aventures des trois princes de Serendip ».

## Naissances
- Jean de Sponde, humaniste, poète baroque et prosateur français († 1595).

## Décès
- 1er août : Olaus Magnus, religieux, écrivain et cartographe suédois, né en octobre 1490.
- 20 octobre : Jean Salmon Macrin, poète français de langue latine, né en 1490.